# Open Monumentendag

Vlag van Open Monumentendag in Nederland (2023)

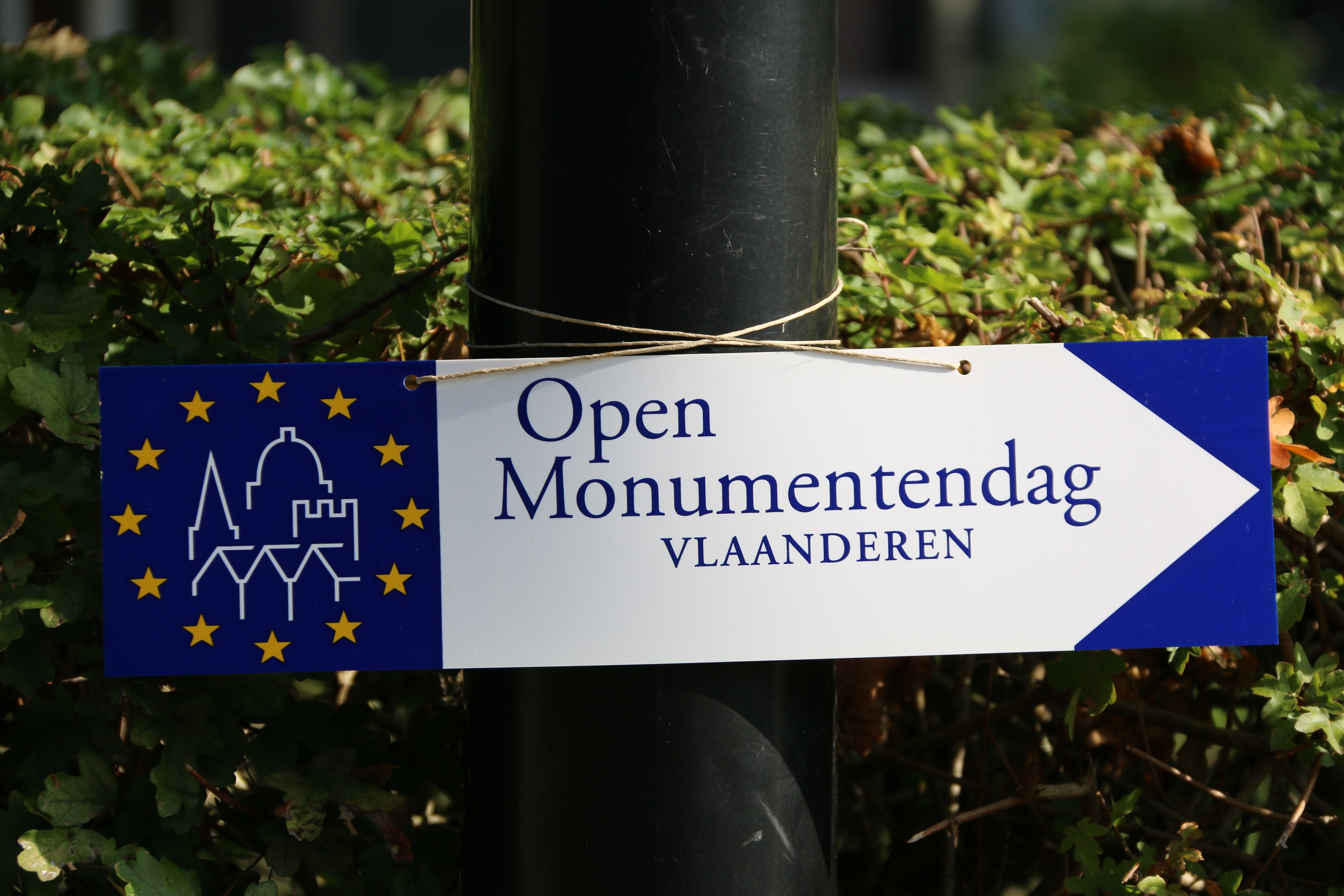
Open Monumentendag in Vlaanderen (2022)

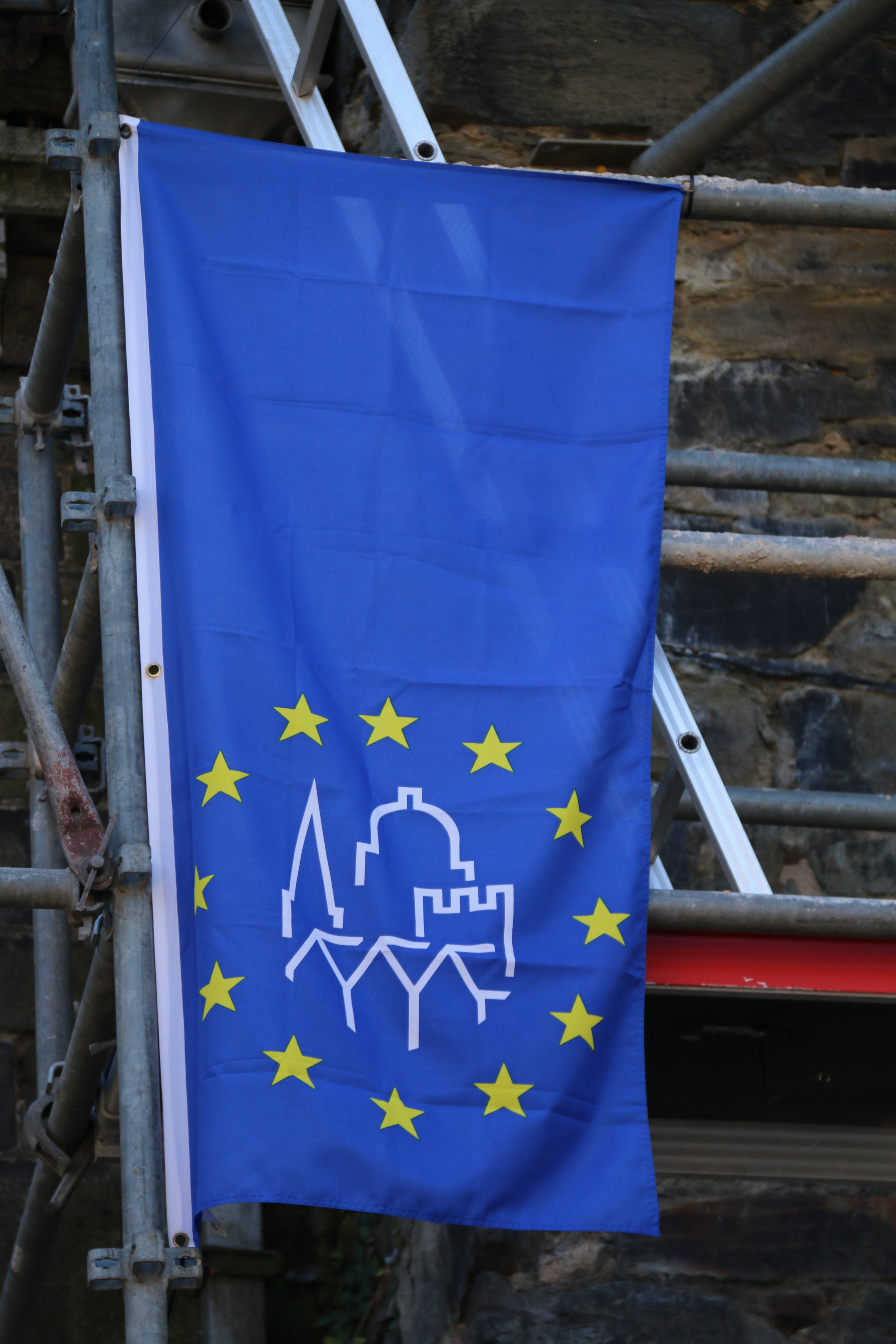
Open Monumentenvlag in Wallonië (2022)

Open Monumentendag worden in Europese landen jaarlijks georganiseerd in de maand september. Gewoonlijk niet vrij toegankelijke monumenten worden dan gedurende een of twee dagen opengesteld voor publiek. Ook in Suriname is er een Open Monumentendag.
De Europese Open Monumentendagen vonden voor het eerst plaats in 1991. Daarvoor waren er al lokale initiatieven: in 1984 vond in Frankrijk de eerste Journée Portes Ouvertes plaats, en in Nederland was de eerste Open Monumentendag in 1987. Vlaanderen volgde in 1989. Naar aanleiding van het succes van de Franse en Nederlandse dagen, organiseerde het Comité voor Cultureel Erfgoed van de Raad van Europa in 1989 een internationale bijeenkomst, waarbij overleg plaatsvond over eventuele Europese Open Monumentendagen. De plannen die tijdens deze bijeenkomst bedacht zijn, werden door de Raad van Europa en de Nederlandse Stichting Open Monumentendag verder uitgewerkt. Dit leidde tot de eerste European Heritage Days in 1991. In dat jaar deden er elf landen mee, in 2005 waren het er 47. In 2017 waren er vijftig staten die de Europese Culturele Conventie ondertekenden aangesloten bij European Heritage Days en er werden 70.000 georganiseerd.
Naast het openstellen van gebouwen worden er activiteiten georganiseerd voor jong en oud, zoals wandelingen, concerten, fietstochten, boottochten en lezingen.

## Nederland

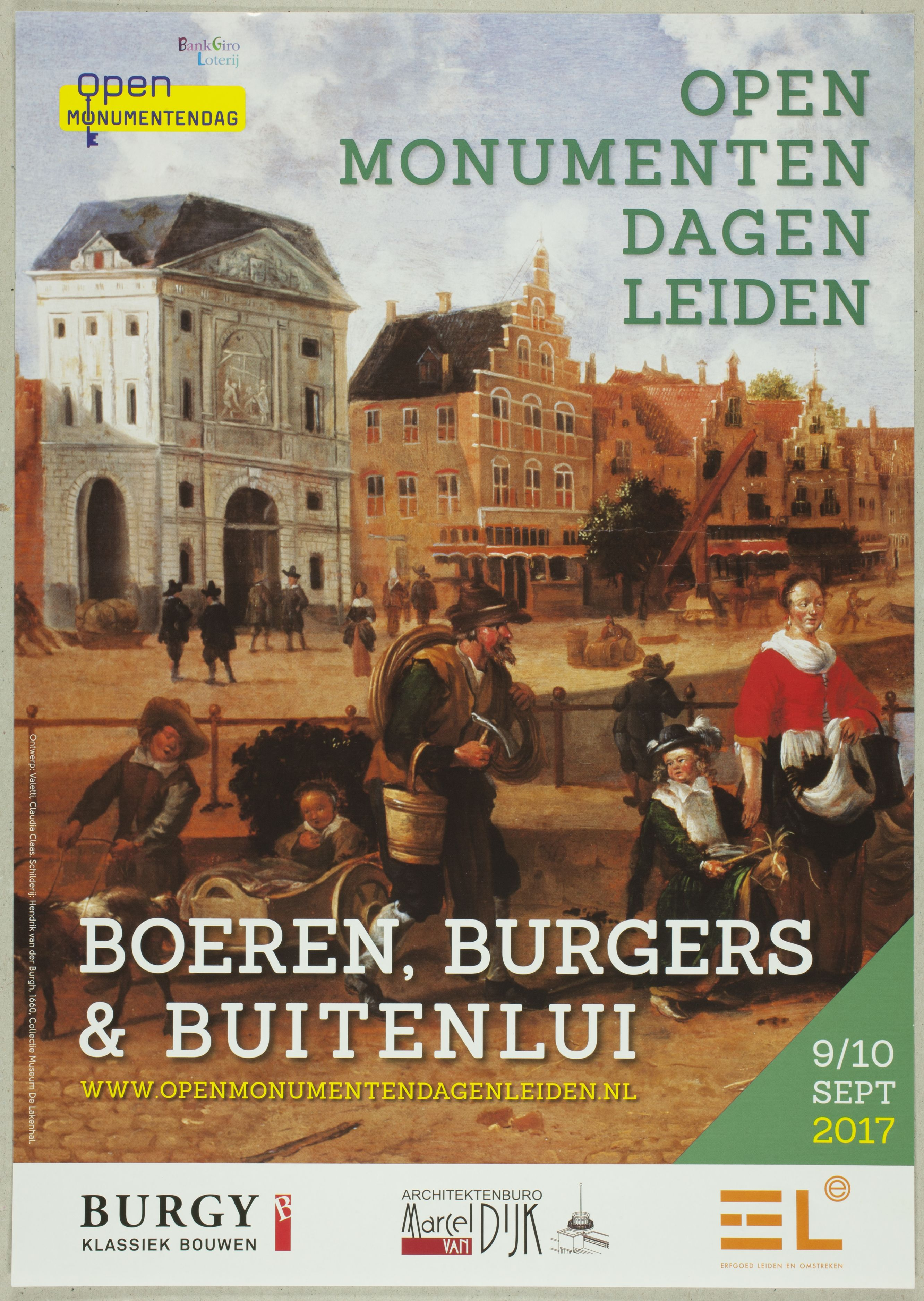
Open Monumentendag 2017

In Nederland vindt Open Monumentendag altijd plaats in het tweede weekend van september. Gemeenten beslissen zelf of ze meedoen aan Open Monumentendag en of ze het hele weekend meedoen of alleen de zaterdag of de zondag. Tachtig procent van alle Nederlandse gemeenten doet mee aan Open Monumentendag, dat wil zeggen dat er zo'n 330 comités meewerken. Open Monumentendag is een initiatief van de Stichting Nederland Monumentenland.
Elk jaar heeft Open Monumentendag een thema:
- 1990 - Bouwstijlen herkennen
- 1991 - Interieurstijlen
- 1992 - Bouwgeschiedenis van monumenten
- 1993 - Variatie in monumenten
- 1994 - Monument in beeld - beeldhouwkunst
- 1995 - Archeologische monumenten én Historische verdedigingswerken
- 1996 - Industrieel erfgoed én Monumentale kerkgebouwen
- 1997 - Historische boerderijen én Monumentale schoolgebouwen
- 1998 - Historische bouwmaterialen
- 1999 - Kastelen en buitenplaatsen én Monumentaal groen
- 2000 - Nederland waterstaat - monumenten van het water
- 2001 - Huis & haard - monumenten van het wonen
- 2002 - Koopmansgeest - monumenten van de handel
- 2003 - Boerenbouw - monumenten van het agrarisch bedrijf
- 2004 - Merck toch hoe sterck - monumenten van verdediging
- 2005 - Gebouwd op geloof - monumenten van religie
- 2007 - Moderne monumenten 1900 - 1965
- 2006 - Feest!
- 2008 - Sporen - in landschap, stad & dorp en monument
- 2009 - Op de kaart - 16e tot 20e eeuw
- 2010 - De smaak van de 19e eeuw
- 2011 - Nieuw gebruik - Oud gebouw
- 2012 - Groen van Toen
- 2013 - Macht & Pracht
- 2014 - Op Reis
- 2015 - Kunst & Ambacht
- 2016 - Symbolen & iconen
- 2017 - Boeren, burgers en buitenlui
- 2018 - In Europa
- 2019 - Plekken van plezier
- 2020 - Leermonument
- 2021 - Mijn monument is jouw monument
- 2022 - Duurzaamheid
- 2023 - Levend erfgoed
- 2024 - Erfgoed van routes, netwerken en verbindingen
- 2025 - Architectonisch Erfgoed

## Vlaanderen
In Vlaanderen werd Open Monumentendag tot 2011 georganiseerd door het Coördinatiecentrum Open Monumentendag. Sinds 2012 heeft Herita vzw de organisatie overgenomen. Tot 2014 werd jaarlijks een bepaald thema gekozen, zoals "staal", "hout", "kloosters en abdijen". Vanaf 2015 worden lokale organisatoren vrij gelaten in hun keuze, waarbij zes categorieën worden voorgesteld. Open Monumentendag Vlaanderen vindt iedere tweede zondag van september plaats. In 2013 werd de 25ste editie gevierd met 'Het beste van ...'. Vanaf 2017 gaat samen met de Open Monumentendag, de Dag van de Architectuur door. Architecturale realisaties met een geslaagde combinatie van historische gebouwen met hedendaagse ingrepen zijn dan vrij toegankelijk.
De thema's waren:
- 1989 - Monumenten (be)leven
- 1990 - Koninklijke' Monumentendagen
- 1991 - Er zit muziek in
- 1992 - Schoolgebouwen zijn ankers
- 1993 - Monumenten Al-licht
- 1994 - Monumenten van vervoer(ing)
- 1995 - Openbare gebouwen - samenleving onder dak
- 1996 - Zorg en zin voor kleur
- 1997 - Monumenten van Arbeid
- 1998 - Feest
- 1999 - Via Europa - Reisverhalen in steen
- 2000 - Tijd
- 2001 - Grondstof, stof tot nadenken - Metaal
- 2002 - Symbolen
- 2003 - Grondstof, stof tot nadenken - Steen
- 2004 - Van nature...een monument
- 2005 - Grondstof, stof tot nadenken - Hout
- 2006 - Import-Export
- 2007 - Wonen
- 2008 - 20ste Editie - 20ste Eeuw
- 2009 - Zorg
- 2010 - De Vier Elementen
- 2011 - Conflict
- 2012 - Muziek, woord en beeld
- 2013 - Het beste van ... (de 25ste editie van Open Monumentendag)
- 2014 - Erfgoed vroeger, nu en in de toekomst
- 2022 - Duurzaamheid
- 2023 - Met hart en ziel

Een analoog evenement is de Erfgoeddag die in de lente wordt georganiseerd, in samenwerking met lokale partners (gemeente, provincie, privé), maar die zich ook richt op niet-materieel erfgoed.

## Brussels Hoofdstedelijk Gewest
De Openmonumentendagen in het Brussels Hoofdstedelijk Gewest vinden traditioneel plaats in de maand september en duren een heel weekend. Aansluitend hierop vindt Monumentenmaandag plaats, waarop scholen binnen het Brussels Hoofdstedelijk Gewest zich kunnen inschrijven.
De thema's waren:
- 1989 - Geen thema
- 1990 - Geen thema
- 1991 - Een minder bekend patrimonium: Brussel in het interbellum. Tuinwijken & Spektakelzalen
- 1992 - Brussel, een neoklassiek voorbeeld
- 1993 - Glas en ijzer
- 1994 - Werk
- 1995 - Architectuur en natuur
- 1996 - Herbestemming van het patrimonium
- 1997 - De architecturale gehelen
- 1998 - Plaatsen om te feesten
- 1999 - Kunst en openbaar erfgoed
- 2000 - 1900-2000: Een eeuw architectuur en stedenbouw
- 2001 - Erfgoed en ambacht
- 2002 - Archeologie
- 2003 - Handel
- 2004 - Modernisme - Art Deco
- 2005 - Brussel, 175 jaar Hoofdstad
- 2006 - Lichaam en Geest
- 2007 - Licht en Verlichting
- 2008 - Expo 58: voor en na. Het Brusselse erfgoed sinds de Tweede Wereldoorlog
- 2009 - Van andere oorden
- 2010 - Steen & Co
- 2011 - Restauratie & Conservatie
- 2012 - De kunst van het bouwen
- 2013 - Brussel, m'as-tu vu? Het gaat onder meer om cafés, schouwburgen en spektakelzalen.
- 2014 - Geschiedenis en herinnering
- 2015 - Ateliers, fabrieken en kantoren

## Per jaar in Nederland

### 2005
De Open Monumentendagen van 2005 werden officieel geopend van 2 tot 4 september in Praag en Chrudim (Tsjechië). Het thema in Nederland was Religieus erfgoed.

### 2006
- De Open Monumentendagen van 2006 vonden in Nederland plaats op zaterdag 9 en zondag 10 september en het centrale thema was feest. Net als een jaar ervoor bezochten circa 900.000 mensen een van de circa 3.500 monumenten die opengesteld waren. Een topper was de pas gerestaureerde Ridderzaal in Den Haag met circa 15.000 bezoekers.
- In België vonden de Open Monumentendagen in 2006 plaats op 9 (Wallonië) en 10 (Vlaanderen) september. Met 480.000 bezoekers in Vlaanderen was het een succes. Het thema was dit jaar "import-export".

### 2007

Landen die deelnamen aan de European Heritage Days in 2007

- De Nederlandse Open Monumentendagen van 2007 vonden plaats in het weekend van 8 en 9 september. De titel was "Moderne Monumenten". Monumenten uit de twintigste eeuw stonden centraal. Bouwwerken uit de periode 1900-1965 waren gratis opengesteld voor het publiek. Er deden 350 gemeenten mee aan de dagen. Net als in 2006 bezochten circa 900.000 mensen een van de circa 3.000 monumenten die opengesteld waren. Hoogtepunt van dit jaar was de "Inktpot", het Derde Administratiegebouw van de NS, in Utrecht die op de zaterdag ruim 7.000 bezoekers trok. Het voormalige bankgebouw van architect De Bazel in Amsterdam werd door circa 4.000 mensen bezocht.
- In Vlaanderen (9 september 2007) is het thema "wonen", in Wallonië (8 en 9 september): "militair erfgoed" en in Brussel (op 15 en 16 september): "licht en verlichting".

### 2008
In 2008 waren de Open Monumentendagen in Nederland op 13 en 14 september. Het thema was in teken van Sporen. Er waren 900.000 bezoekers, ongeveer hetzelfde aantal als het jaar ervoor. De leegstaande strafgevangenis De Blokhuispoort in Leeuwarden was met 18.000 bezoekers het meest in trek. De Open Monumentendag werd in 350 gemeenten gehouden.

### 2009

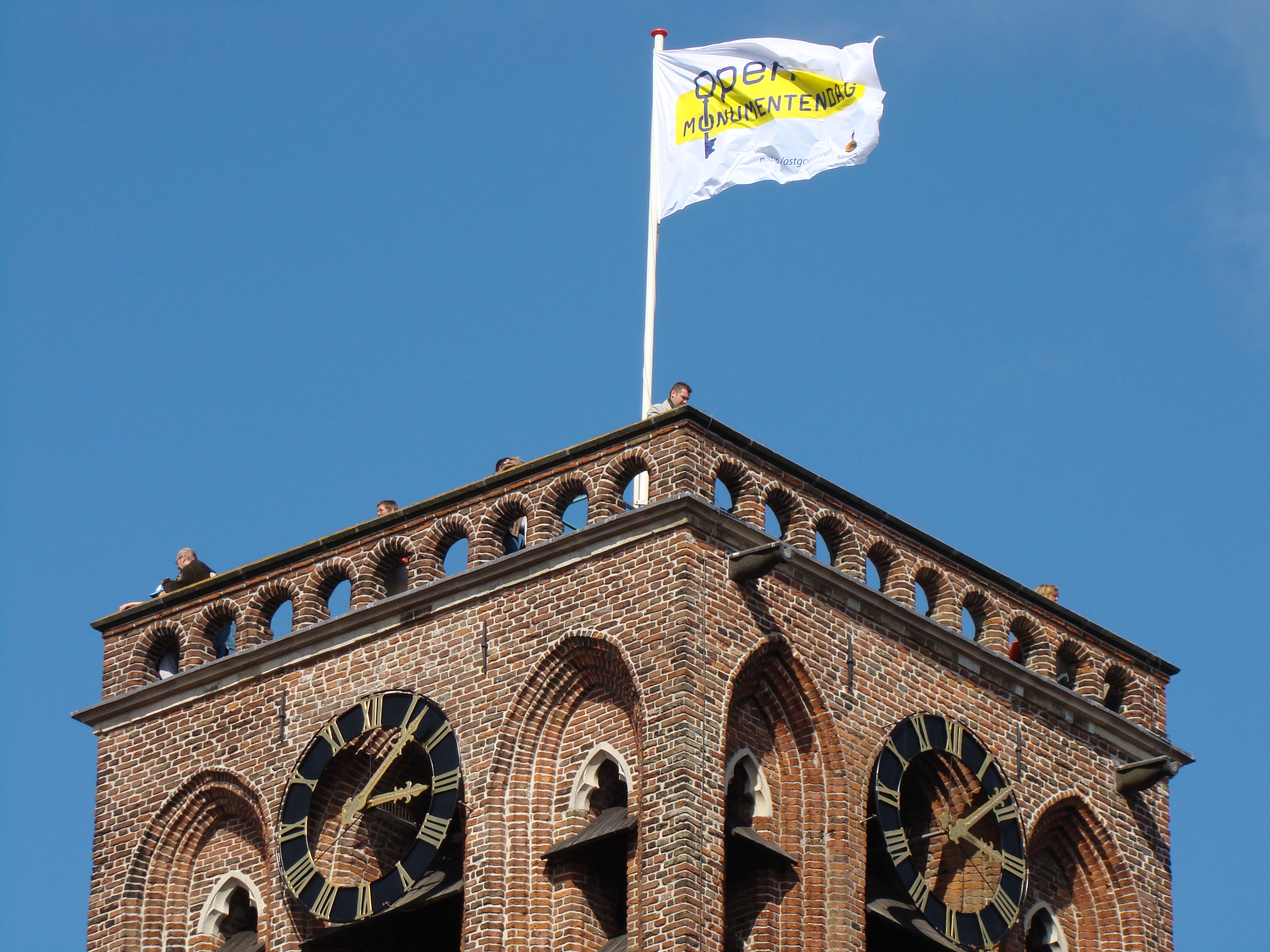
Culemborg 2009

In 2009 waren de Open Monumentendagen op 12 en 13 september. Het thema was Op de kaart. Het bezoekersaantal in 360 gemeenten was circa 850.000.

### 2010
- Nederland: 11 en 12 september en heeft het thema De smaak van de 19e eeuw.
- Vlaanderen: zondag 12 september, thema: de vier elementen (water, aarde, vuur, lucht).
- Wallonië: 11 en 12 september, thema: Les métiers du patrimoine.

### 2011
In 2011 werden de Open Monumentendagen op 10 en 11 september voor de 25e maal in Nederland gehouden. Het thema dit jaar was Nieuw gebruik - oud gebouw. In de 330 deelnemende gemeenten was er een recordaantal bezoekers van circa 950.000. Door het thema van dit jaar waren er veel monumenten voor het eerst te bezichtigen, ook leegstaande gebouwen en complexen waarvoor nog nieuwe bestemmingen worden gezocht stonden eenmalig open voor publiek. Vorig jaar trok dit weekend 905.000 bezoekers. Het grootste bezoekersaantal was ook dit jaar weer in Amsterdam, waar er in twee dagen 39.000 bezoekers waren in de 64 opengestelde monumenten. Toppers met meer dan 1.000 bezoekers waren: Museum Het Grachtenhuis (geopend in april 2011) met ruim 4.000 bezoekers, The Bank (vroegere Amsterdamsche Bank) met 3.000 bezoekers, Huis Hammerstein (van advocaat Hammerstein) met meer dan 4.000 bezoekers en het voormalige Shell-complex Overhoeks met circa 2.500 bezoekers.

### 2012
Ook in 2012 werden de Open Monumentendagen in Nederland weer massaal bezocht. In de 330 gemeenten waar monumenten voor het publiek waren geopend waren er circa 925.000 bezoekers. Het monument met het grootste aantal bezoekers was de Trêveszaal in Den Haag, waar bijna 10.000 mensen een kijkje kwamen nemen. Andere topbestemmingen waren dit jaar het juist gerestaureerde Kasteel de Haar in Haarzuilens (5.000 bezoekers) en Park Sonsbeek in Arnhem (6.000 bezoekers). Voorts hadden Landgoed de Keukenhof in Lisse en het wederopbouwcomplex De Lichtenberg in Weert beide zo'n 3.000 bezoekers. Enkele bezoekersaantallen: Amsterdam 35.000, Dordrecht 33.000, Den Haag 28.000, Bergen op Zoom 20.000, Rotterdam 19.500, Deventer 16.000, Leiden 15.000, Utrecht 15.000, 's-Hertogenbosch 15.000, Amersfoort 15.000, Groningen 12.000, Zwolle 11.500, Breda 6.000, Lisse 5.000, Eindhoven 4.300, Gouda 4.000, Leidschendam-Voorburg 3.700.

### 2013
Op de 27ste Open Monumentendag hebben circa 900.000 mensen het evenement bezocht. Grootste topper dit jaar was de Hortus botanicus Leiden die onlangs is heropend en tijdens de Open Monumentendag circa 7.000 bezoekers trok. Andere toppers waren de Rotterdamse voormalige gevangenis Noordsingel, tot voor kort nog in gebruik, en goed voor zo'n 6.000 bezoekers, alsook het Openluchttheater Lichtenberg in Weert met 3.000 bezoekers. In Utrecht was Paushuize de topper en ook het pand De Truttige Tuyl, Het Utrechts Archief, Rechtbank Midden-Nederland en de Vrede van Utrecht-route trokken veel belangstelling. In Amsterdam behoorden het gebouw De Bazel, de Beurs van Berlage, de Oude Kerk, grachtenhuis De Solemne en de ambtswoning van de burgemeester tot de toppers.
In Zwolle waren de kerkgebouwen favoriet, waar 33 koorconcerten en vier orgelconcerten werden gegeven. Een modeshow over machtige en prachtige kledij trok veel bezoekers in Bergen op Zoom en in Groningen waren de Martinikerk en Huize Tavenier de trekkers. Andere toppers waren het Bisschoppelijk paleis in 's-Hertogenbosch, de kelder van de Pieterskerk in Leiden, Museum Bronbeek en Kasteel Zijpendaal in Arnhem, Kasteel Biljoen in Velp en Huis te Wedde ofwel De Burcht. In Tilburg waren het klooster van de Zusters van Liefde favoriet evenals de rechtbank. In Bloemendaal werd Landgoed Elswout druk bezocht en in Kerkrade Abdij Rolduc.
De drukst bezochte gemeenten: Amsterdam 41.000, Dordrecht 30.000, 's-Hertogenbosch 22.000, Rotterdam 22.000, Zwolle 20.000, Bergen op Zoom 19.000, Deventer 16.000, Delft 13.000, Utrecht 12.500, Groningen 12.000, Leiden 12.000, Arnhem 10.000, Tilburg 10.000, Weert 6.000, Rheden-Rozendaal 5.000, Apeldoorn 5.000, Súd West-Fryslân 4.500, Alkmaar 3.000, Gouda 3.300.

### 2014
In Nederland hielden zich in 2014 circa 330 gemeentelijke comités bezig met de organisatie van Open Monumentendag. In zo'n tachtig procent van alle Nederlandse gemeenten wordt deze dag georganiseerd. Er zijn er in totaal ca. 18.000 vrijwilligers voor Open Monumentendag actief.
Tijdens de Open Monumentendagen op 13 en 14 september 2014 waren er net als vorig jaar circa 900.000 bezoekers. Het thema was dit jaar 'Op reis', er waren vele vormen van transport waarmee bezoekers konden meerijden, zoals klassieke auto's, schepen en bussen tot de dieseltractor, de paardentram, de elektrische tram of de stoomtram.
Voorts waren er 6.000 monumenten en activiteiten voor het publiek om te bezoeken of aan deel te nemen. Topmonumenten waren de tramremises. In Amsterdam trok tramremise De Hallen 7.300 bezoekers en de Tramremise Princenhage in Breda 6.000. Radio Kootwijk bij Apeldoorn, ook een monument gerelateerd aan reizen, trok circa 3.000 bezoekers. Tot de toppers behoorden ook de Bataviawerf in Lelystad, Dwingeloo Radiotelescoop en het Spoorwegmuseum in Utrecht.
In Amsterdam waren verder de populairste monumenten: het Haarlemmermeerstation, het Huis Bartolotti, het Aalsmeerder Veerhuis, de Oude Kerk en de Beurs van Berlage.
Tot de toppers behoorde ook de Zwitsalfabriek in Apeldoorn met 6.500 bezoekers. In de Nieuwe Kerk in Delft was het bezoekersaantal 5.000 en in Den Haag trokken het gebouw van de Eerste Kamer en de Ridderzaal circa 4.000 bezoekers. Verder zijn het vermelden waard: het Stadhuis van 's-Hertogenbosch met 3.300 bezoekers, de Martinikerk in Groningen met 3.000 bezoekers, de Van Nellefabriek in Rotterdam met 2.250 bezoekers, de Grote kerk van Dordrecht met 2.200 bezoekers en Museum De Fundatie in Zwolle met 2.000 bezoekers.
De drukst bezochte gemeenten waren: Amsterdam 38.000, Den Haag 32.000, Dordrecht 31.000, Rotterdam 24.000, Bergen op Zoom 22.000, 's-Hertogenbosch 21.000, Breda 17.000, Deventer 16.000, Utrecht 15.000, Delft 15.000, Zwolle 15.000, Leiden 13.000, Apeldoorn 10.000, Weert 8.000, Tilburg 7.500, Amersfoort 7.000, Zutphen 5.700, Arnhem 5.200, Groningen 5.000, Súdwest-Fryslân 5.000, Oss 4.500, Maastricht 4.000, Gouda 4.000, Bernheze 4.000, Tweestromenland 3.100, Voorschoten 3.000, Leidschendam-Voorburg 3.000 bezoekers.

### 2015
Ook dit jaar kwamen er weer circa een miljoen bezoekers tijdens de Open Monumentendagen (12 en 13 september). Het thema was dit jaar Kunst & Ambacht. Totaal waren er circa 5.000 monumenten gratis toegankelijk.
Meest bezochte monumenten waren dit jaar: het stadhuis van Delft met 10.000 bezoekers, de Oude Kerk in Amsterdam met 6.500 bezoekers, de Beurs van Berlage (met juniorgidsen) in Amsterdam met circa 6.000 bezoekers, het stadhuis van Leiden met bijna 5.000 bezoekers, de Pieterskerk met ambachtenmarkt in Leiden met 4.500 bezoekers. In Bergen op Zoom trok stadspaleis het Markiezenhof 4.500 bezoekers. In Apeldoorn trok de Royal Talensfabriek circa 2.500 bezoekers en de Zwitsalfabriek 2.100. In Den Haag kwamen er in de Ridderzaal 6.000 bezoekers en in de Eerste Kamer 2.000. In Rotterdam waren er in het Groothandelsgebouw 3.400 bezoekers. In Breda kwamen er 4.500 bezoekers naar de Grote Kerk en 3.000 naar de Koepelgevangenis. Het stadhuis van Gouda trok 1.800 mensen, de Oude Ambachtsschool aldaar circa 1.500 en in Utrecht was het Oude Hoofdpostkantoor de grote trekker, ook met juniorgidsen. Het stadhuis van Leeuwarden ontving 2.000 bezoekers en het Provinciehuis 1.100.
De drukst bezochte gemeenten: Amsterdam 38.500, Dordrecht 31.000, Bergen op Zoom 30.000, Den Haag 26.000, Breda 25.000, 's-Hertogenbosch 24.000, Rotterdam 23.000, Utrecht 17.500, Apeldoorn 17.000, Zwolle 16.000, Leiden 15.000, Delft 14.500, Groningen 12.000, Alkmaar 12.000, Amersfoort 8.000, Zutphen 7.500.

### 2016
Op de dertigste Open Monumentendagen in Nederland waren er circa 5.000 monumenten opengesteld voor het publiek. Deze trokken net als vorige jaren weer circa 1 miljoen bezoekers. Daarvan was er in Amsterdam een recordaantal bezoekers van 41.000. Andere steden en gemeenten met veel bezoekers waren: 's-Hertogenbosch (33.000), Den Haag (30.000), Bergen op Zoom (30.000), Breda (30.000), Dordrecht (29.000), Rotterdam (28.000), Leiden (19.500), Delft (16.900), Schouwen-Duiveland (15.000), Utrecht (15.000), Zwolle (14.500), Groningen (12.000), Apeldoorn (11.000), Katwijk (8.000) en Hilversum (7.800).
De populairste monumenten waren twee voormalige gevangenissen: de Koepel in Breda en het Huis van Bewaring in 's-Hertogenbosch, met beide zo'n 6.000 bezoekers. Ook was er veel belangstelling voor de Raad van State in Den Haag, de Pieterskerk in Leiden, de Nieuwe Kerk in Delft en de Beurs van Berlage in Amsterdam (alle tussen de 4.000 en 5.000 bezoekers). In Amsterdam werd tevens het honderdjarige bestaan gevierd van de Amsterdamse School, waarvan Huize Lydia en het Amsterdams Lyceum de meeste bezoekers trokken (tussen de 3.000 en 4.000). In Utrecht waren de belangrijkste publiekstrekkers het gebouw 'De Inktpot' en het voormalige Hoofdpostkantoor (beide circa 3.000 bezoekers).
De afgelopen jaren is er een toenemende aandacht voor deelname van scholieren. Op vrijdag 9 september vond de 7e Open Monumenten Klassendag plaats. Circa 20.000 leerlingen van groep 7/8 verspreid over 80 gemeenten bezochten de iconen in hun woonomgeving en leerden hier alles over de cultuur en de lokale monumenten. In Amsterdam komen sinds enkele jaren in het weekend ook juniorgidsen in de leeftijd van 8 t/m 17 jaar in actie. Dit jaar waren dat er 45. Hiermee worden jongeren actief betrokken bij het succes van deze dagen.

### 2017
Dit jaar kwamen er op de Open Monumentendagen in Nederland op 9 en 10 september circa 950.000 belangstellenden af. Dit was iets minder dan vorig jaar, waarschijnlijk door het regenachtige weer. Dit weekend waren er meer dan 4.000 monumenten te bezoeken. De meeste bezoekers waren er in Amsterdam (38.000), Den Haag (32.000) en Bergen op Zoom (30.000).
Grote publiekstrekkers waren dit jaar onder meer de Martinikerk in Groningen, de Cereolfabriek in Utrecht en de Ridderzaal in Den Haag. In Amsterdam waren de populairste bezienswaardigheden de Oude Kerk, het Scheepvaarthuis en de Stadsbank van Lening.

### 2018
Met het thema 'In Europa' sloot de Open Monumentendag aan bij het Europese Jaar van het Cultureel Erfgoed. Er waren dit jaar meer dan 4.000 monumenten te bezoeken. Er kwamen ruim 1 miljoen bezoekers op af.
In Amsterdam waren er de meeste bezoekers in de Burgemeesterswoning aan de Herengracht, het Huis van Marwijk Kooy, Huis De Vicq en de Synagoge aan de Gerard Doustraat. In Utrecht was de voor het eerst opengestelde Kromhoutkazerne zeer populair. Rotterdam trok de meeste belangstelling met het HAKA-gebouw en Jonge Buskens aan de Schiekade. Andere uitschieters dit jaar waren de Hortus botanicus in Leiden met 6.100 bezoekers, de Pieterskerk in Leiden met 5.900 bezoekers, de Nieuwe Kerk in Delft met 6.000 bezoekers en het Voormalig hoofdkantoor Gist-Brocades/DSM in Delft met 3.000 bezoekers. De Grote Kerk in Breda trok 4.000 bezoekers, de Eerste en Tweede Kamer in Den Haag ontvingen 4.000 bezoekers, de Ridderzaal 3.500 bezoekers en de voormalige Amerikaanse ambassade 1.500 bezoekers. Voormalig radiozendstation Radio Kootwijk scoorde hoog met ruim 3.500 bezoekers, het Woonhuis 't Root Cruijs in 's-Hertogenbosch trok 3.000 bezoekers en het Stadhuis van 's-Hertogenbosch ontving eveneens 3.000 bezoekers. Kasteel Rechteren in Dalfsen mocht 2.300 bezoekers ontvangen, het Stadhuis en de Sint- Janskerk in Gouda trokken beide 2.000 bezoekers, in Groningen waren de Martinikerk met 2.000 bezoekers, het Stadhuis met 1.800 bezoekers en het Provinciehuis Groningen met 1.400 bezoekers populair. De Muur van Mussert in Ede was een grote trekpleister met 1.500 bezoekers.
De meeste bezoekers waren er in de volgende gemeenten: Amsterdam (40.000), Maastricht (35.000), Breda (33.500), Den Haag (33.000), Dordrecht (30.000), 's-Hertogenbosch (25.000), Rotterdam (25.000), Bergen op Zoom (24.000), Leiden (22.500), Utrecht (20.000), Zwolle (20.000), Delft (18.500), Amersfoort (15.000), Schouwen-Duiveland (15.000), Groningen (12.000), Apeldoorn (12.000), Alkmaar (10.000), Westland (10.000), Weert (7.000), Arnhem (6.500), Leidschendam-Voorburg (5.700), Gouda (5.000), Rheden-Rozendaal (5.000), Súdwest-Fryslân (5.000).

### 2019
In 2019 waren er 1.222.000 bezoekers, wat een record is voor de organisatie, 166.000 meer bezoekers dan vorig jaar.

### 2020
Als gevolg van de coronacrisis werd de Open Monumentendag dit jaar op kleinere schaal georganiseerd. Het aantal bezoekers nam ten opzichte van vorig jaar met ongeveer 50% af, maar dit aantal werd grotendeels gecompenseerd door een groot aantal actieve bezoekers van de digitale programma's.

### 2021
Ruim 850.000 bezoekers bezochten dit jaar de circa 4.000 opengestelde monumenten. De meeste bezoekers kwamen naar Rotterdam (25.000), Breda (20.000), Den Haag (20.000), Leiden (20.000), Utrecht (20.000), Schouwen-Duiveland (13.000), Apeldoorn (12.000), Delft (10.000), Amsterdam (10.000), Westland (10.000), Weert (10.000), Groningen (9.500), Alkmaar (7.000), en Arnhem (6.000).
In Utrecht en omgeving was het nieuwe UNESCO werelderfgoed de Nieuwe Hollandse Waterlinie in trek. Hiervan waren er negen forten te bezoeken. In Den Haag was er de laatste kans om de Eerste Kamer te kunnen bezoeken, voordat deze de komende jaren is gesloten in verband met de grootschalige renovatie van het Binnenhof. Het Teylershuis in Haarlem, het voormalige woonhuis van Pieter Teyler van der Hulst, was een veel bezocht monument. In Amsterdam waren in de buitengebieden diverse monumenten te bezoeken zoals het voormalige Raadhuis in Ransdorp, de Begraafplaats Huis te Vraag in Sloten en Huize Frankendael in de Watergraafsmeer. Elders waren veel bezocht: het Charles Dickens Kabinet in Deventer, de historische bussen en boten tussen de IJsseldorpen Nieuwerkerk-, Krimpen- en Ouderkerk aan den IJssel, Moordrecht en Gouderak en het Landgoed Hackfort.

### 2022
De 36e editie van Open Monumentendag in Nederland vond plaats in het weekend van 10 en 11 september 2022 met als thema duurzaamheid. Naar schatting ruim 1,2 miljoen bezoekers brachten een bezoek aan een monument of activiteit. Er waren ruim 5.000 opengestelde monumenten en activiteiten. Ruim 300 regionale comités en 18.000 vrijwilligers organiseerden de Open Monumentendagen.

### 2023
Tijdens het weekend van 9 en 10 september 2023 werden de 5.129 gratis opengestelde monumenten en 1.251 activiteiten in Nederland bezocht door ruim 1,3 miljoen bezoekers. Dit cijfer was gebaseerd op schattingen tijdens het weekend. Nader onderzoek wees enkele weken later uit dat er maar liefst 1,5 miljoen bezoekers waren. Dit is een forse stijging t.o.v. 2022. De stijging werd mede veroorzaakt door het grotere aantal opengestelde monumenten dan in eerdere jaren. Het evenement werd georganiseerd door 300 lokale comités en 18.000 vrijwilligers.
De meeste bezoekers kwamen naar Amsterdam (46.000), Breda (33.000), Utrecht (25.000), Rotterdam (25.000), Zwolle (17.000), Bergen op Zoom (16.000), Schouwen-Duiveland (16.000), Delft (13.000), Groningen (12.000), Amersfoort (12.000), Kampen (12.000), Gouda (10.000) en Roermond (10.000).

### 2024
Gedurende het weekend van 14 en 15 september waren er tijdens de 38e editie in Nederland ruim 5.500 monumenten opengesteld en werden er 1.500 activiteiten georganiseerd. Naar schatting waren er circa 1,75 miljoen bezoekers, een stijging van zo’n 16% ten opzichte van het vorige jaar (1,5 miljoen bezoekers). Een maand later werd bekendgemaakt dat het uiteindelijke aantal bezoekers een stuk hoger lag dan de eerdere schatting: er waren twee miljoen bezoekers, dat is ruim een op de tien Nederlanders, een derde meer dan in 2023 en een verdubbeling t.o.v. 2018.
De meeste mensen kwamen naar Amsterdam (52.000 [↑ 13%]), Breda (48.000 [↑ 42%]), Den Haag (32.000), Rotterdam (31.500 [↑ 26%]), Utrecht (25.000 [↑ 0%]), Zwolle (21.800 [↑ 25%]), Delft (21.000 [↑ 61%]), Groningen (18.000 [↑ 44%]) en Alkmaar (16.500 [↑ 110%]). Ook op het programma in Hilversum kwam veel publiek af (6.500 mensen tijdens de landelijke opening van Open Monumentendag op vrijdag en 11.000 tijdens het weekend).
Veel belangstelling trok het Kabinet van de Koning in Den Haag. Voor de 'Poentunnel' bij Gebouw De Bazel in Amsterdam was een extreme belangstelling waarvoor bezoekers uren in de rij stonden om een glimp van de mysterieuze tunnel op te vangen. Ook Paleis Soestdijk, waar zowel het paleis als de koninklijke stallen open waren, was een publiekstrekker. In Rotterdam kreeg de Fenixloods veel bezoekers te verwerken. In Utrecht trok de pas 'uitgepakte' Domtoren veel publiek. Ook de ritten tussen Station Utrecht Maliebaan en Amersfoort met historische treinen waren erg in trek.

## Verwante onderwerpen
- Monumentenzorg
- Nederlandse (inter)nationale themadagen en -weken